# Heleophryne
Heleophryne là một chi động vật lưỡng cư trong họ Heleophrynidae, thuộc bộ Anura. Chi này có 6 loài và 33% bị đe dọa hoặc tuyệt chủng.

## Danh sách loài
- Heleophryne depressa FitzSimons, 1946
- Heleophryne hewitti Boycott, 1988
- Heleophryne orientalis FitzSimons, 1946
- Heleophryne purcelli Sclater, 1898
- Heleophryne regis Hewitt, 1910
- Heleophryne rosei Hewitt, 1925